# Jeff Scott Soto
Jeff Scott Soto (Brooklyn, 4 novembre 1965) è un cantante heavy metal statunitense, uno dei più prolifici e longevi (in attività dal 1982) del panorama heavy metal.

## Biografia
È uno dei pochi cantanti nel suo genere che vantano un numero impressionante di collaborazioni: tra le più famose Yngwie J. Malmsteen (primi 2 album), Axel Rudi Pell, Lita Ford, Paul Gilbert, Slaughter, Steelheart, Stryper, House of Lords, Michael Schenker, Zakk Wylde, Journey.
In particolare:
- È stato cantante degli Axel Rudi Pell, Eyes, Talisman, Takara, Humanimal, Human Clay, Kuni, Panther, Gary Schutt, Skrapp Mettle, Kryst The Conqueror, Redlist, The Boogie Knights, Soul Sirkus.
- È stato corista per Lita Ford, Steelheart, Fergie Frederiksen, Glass Tiger, House of Lords, Stryper, Saigon Kick, etc..
- Con Kuni ha partecipato ad una tournée giapponese; apice di questo tour è stato il D-Live Aid 1987 con Dio e Quiet Riot.
- Con Yngwie J. Malmsteen, nel live in Tokyo 1985, canta anche pezzi degli Alcatrazz, come Jet to Jet, Hiroshima mon amour e Kree Nakoorie.
- Con i Journey ha sostituito Steve Augeri per motivi di salute e ne è stato il cantante ufficiale per circa 7 mesi, fino a giugno 2007

Ha inoltre partecipato alle colonne sonore dei seguenti film:
- Miss Miliardo: una favola moderna (Rich Girl) con le canzoni: "Rock this House" e "Love stops the hands of time", sotto lo pseudonimo di Jay Essess
- Rock Star in cui doppia il protagonista dietro al microfono
- Biker mice from Mars

Alla fine del 2007 ha partecipato all'ultimo tour dei Talisman (con due date anche in Italia) prima dello scioglimento della band.
Sempre nello stesso anno ha partecipato al progetto Redlist assieme a Dave Fraser e a Neil Goldberg con l'album "Ignorance" che si allontana di parecchio dal suo stile musicale precedente aggiungendo tonalità più Rap e Underground.
Nel 2009 con Robert Sall dei Work of Art e Erik Martensson degli Eclipse ha formato un supergruppo AOR chiamato W.E.T. dalle iniziali dei tre gruppi di appartenenza dei musicisti ed hanno inciso il primo album dal titolo W.E.T., seguito nel 2013 dal secondo album in studio Rise Up e dal live album One Live in Stockholm
Nel 2017 forma un nuovo supergruppo progressive metal i Sons of Apollo composto con il batterista Mike Portnoy, il bassista Billy Sheehan, il tastierista Derek Sherinian e il chitarrista Ron "Bumblefoot" Thal.
Nel 2018 esce il terzo album in studio dei W.E.T. chiamato Earthrage.

## Discografia

### Da solista
Album in studio
- 1995 – Love Parade
- 2002 – Prism
- 2004 – Lost in the Translation
- 2008 – Beautiful Mess
- 2012 – Damage Control
- 2017 – Retribution

Album dal vivo
- 2002 – JSS Live at the Gods 2002
- 2004 – The JSS Queen Concert: Live at the Queen Convention 2003
- 2009 – One Night in Madrid

Raccolte
- 2006 – Essential Ballads

EP
- 2002 – Holding On
- 2004 – Believe in Me

### Con i Talisman
- 1990 – Talisman
- 1993 – Genesis
- 1994 – Humanimal Part 1
- 1994 – Humanimal Part 2
- 1996 – Life
- 1998 – Truth
- 2002 – Cats and Dogs
- 2006 – 7

### Con i W.E.T.
- 2009 – W.E.T.
- 2013 – Rise Up
- 2018 – Earthrage

### Con i Soto
- 2015 – Inside the Vertigo
- 2016 – Divak
- 2016 – Origami

### Con i Sons of Apollo
- 2017 – Psychotic Symphony
- 2020 – MMXX

### Collaborazioni

#### Cantante
- 1982 – Eternity (demo)
- 1982 – Kanan (demo)
- 1984 – Seducer (coverband) - diverse apparizioni live
- 1984 – Yngwie J. Malmsteen's Rising Force - omonimo
- 1985 – Yngwie J. Malmsteen's Rising Force - Marching Out
- 1985 – Yngwie J. Malmsteen's Rising Force - Studio/Live (EP)
- 1986 – Doug Farrar (demo)
- 1986 – Scarlet Harlot - diverse apparizioni live (ex-Seducer)
- 1986 – Panther - omonimo
- 1986 – L.A.Steel
- 1988 – Jeff Young (ex-Megadeth) (demo)
- 1988 – Kuni - Lookin' for Action
- 1989 – St. Valentine (demo)
- 1989 – Alex Masi - Attack of the Neon Shark
- 1989 – Kryst the Conqueror - Deliver Us from Evil
- 1989 – Kryst the Conqueror - Deliver Us from Evil (EP)
- 1990 – Albert Morris (ex-3rd Stage Alert) (demo)
- 1990 – Joe Mina (ex-St. Valentine) (demo)
- 1990 – Horny Strings (Coverband) - diverse apparizioni live (Svezia) con T. Denander e Marcel Jacob
- 1990 – Eyes - Eyes
- 1991 – Phil Soussan & Tommy Thayer (demo)
- 1991 – Stuart Smith - Tribute to Randy Rhoads (live-concert)
- 1991 – Shime (demo)
- 1991 – Skrapp Mettle - Sensitive
- 1991 – Vinnie Vincent Invasion - Guitars from Hell (bootleg)
- 1991 – Stephen Powell & Gonga (demo)
- 1992 – Bakteria - Bakteria
- 1992 – Axel Rudi Pell - Eternal Prisoner
- 1992 – Chippendales Project
- 1992 – Rattleshack (demo)
- 1993 – Axel Rudi Pell - The Ballads
- 1993 – Takara - Eternal Faith
- 1993 – Eyes - Windows of the Soul
- 1993 – Biker Mice from Mars - Biker Mice from Mars
- 1994 – Axel Rudi Pell - Between the Walls
- 1994 – Gary Schutt - Sentimetal
- 1994 – AA.VV. - Smoke on the Water: A Tribute to Deep Purple
- 1995 – AA.VV. - 24th of June: Alive 'N Kissing (promo CD)
- 1995 – Takara - Taste of Heaven
- 1995 – Axel Rudi Pell - Made in Germany (live)
- 1995 – AA.VV. - The Dance Box Vol. I
- 1995 – Lita Ford - Where Will I Find My Heart Tonight (demo)
- 1996 – Axel Rudi Pell - Black Moon Pyramid
- 1996 – Human Clay - Human Clay
- 1996 – AA.VV. - The Encyclopedia of Swedish Hard Rock and Heavy Metal 1970-1996 (Bonus CD)
- 1996 – Yngwie J. Malmsteen - Inspiration
- 1997 – AA.VV. - Dragon Attack: A Tribute to Queen
- 1996 – Hollywood Underground - Hollywood Underground
- 1997 – Axel Rudi Pell - Magic
- 1997 – Human Clay - U4IA
- 1997 – The Boogie Knights - Welcome to the Jungle Boogie
- 1998 – Takara - Blind in Paradise
- 1998 – Takara - Eternity: The Best 93-98 (compilation)
- 1999 – Van Halen Tribute: Hot for Remixes
- 2000 – Bat Head Soup: A Tribute to Ozzy
- 2000 – Jeff Scott Soto & Jamie Borger (demo)
- 2000 – Zakk Wylde (demo)
- 2001 – AA.VV. - A Tribute to Aerosmith
- 2002 – Humanimal - Humanimal
- 2002 – AA.VV. - Tributo Pink Floyd
- 2003 – Ken Tamplin - Wake the Nations (duetto su The Story of Love)
- 2003 – Laudamus - Lost in Vain (duetto su In the Final Hour)
- 2003 – Edge of Forever
- 2003 – Chris Catena
- 2004 – AC/DC Tribute (Jeff canta Problem Child)
- 2004 – Numbers from the Beast: An All Star Salute to Iron Maiden (Jeff canta Aces High con Billy Sheehan al basso, Vinny Appice alla batteria e Nuno Bettencourt alla chitarra)
- 2004 – Tributo alla band svedese Sweet (Jeff canta su Love is Like Oxygen con Tomas Vikström & Mic Michaeli (Europe))
- 2004 – Tribute to Led Zeppelin (Jeff canta su Royal Orleans)
- 2005 – Soul SirkUS - World Play (con Neal Schon (Journey/Santana), Marco Mendoza (Whitesnake), Virgil Donati)
- 2005 – Michael Schenker (Jeff canta su Doctor Doctor con Marco Mendoza al basso)
- 2007 – Redlist - Ignorance
- 2008 – We Wish You a Metal Xmas and a Headbanging New Year [Jeff con Bruce Kulick, Bob Kulick, Chris Wise e Ray Luzier canta We Wish You a Merry Christmas]
- 2011 – Evolution - Last Time (feat. Jeff Scott Soto) (singolo)
- 2011 – Evolution - Evolution

#### Corista
- 1987 - Chastity (demo)
- 1987 - Dragonne - On Dragons Wings
- 1988 - House of Lords - House of Lords
- 1990 - Glass Tiger - Simple Mission
- 1990 - Stryper - Against the Law
- 1990/91 - Flesh (Bettencourt/Cherone brothers) (demo)
- 1991 - Stryper - Can't Stop the Rock
- 1991 - McQueen Street - omonimo
- 1991 - Lita Ford - Dangerous Curves
- 1991 - Saigon Kick - Saigon Kick
- 1991 - Randy Jackson's China Rain - Bed of Nails
- 1992 - Steelheart - Tangled in Reins
- 1992 - Babylon A.D. - Nothing Sacred
- 1992 - Mitch Malloy - omonimo
- 1992 - Slaughter - The Wild Life
- 1993 - Pariah - To Mock A Killingbird
- 1993 - Tomas Vikström - If I Could Fly
- 1994 - Eyes - Full Moon (The Lost Studio Sessions)
- 1994 - Da Black Side Brown
- 1995 - Lita Ford - Black
- 1995 - Monster - Through the Eyes of the World
- 1995 - Jody Whitesides - Amalgam demo tape
- 1997 - Amalgam - Delicate Stretch of the Seems
- 2000 - Paul Gilbert - Alligator Farm
- 2000 - Fergie Frederiksen - Equilibrium
- 2003 - Threatcon Delta - Neil Turbin's CD